# Kleinbahnabteilung Provinzialverband Sachsen 189–199
Als Kleinbahnabteilung Provinzialverband Sachsen 189–199 wurden Tenderlokomotiven von der Lokomotivfabrik Henschel in Kassel bezeichnet, die in Zusammenarbeit mit Borsig für die Verwendung bei normalspurigen Privatbahnen entwickelt wurden.
Es gibt von Henschel keine Veröffentlichungen über die Anzahl der gebauten Lokomotiven. Das älteste bekannte Exemplar der Reihe stammt aus dem Jahr 1905. Die Loks wurden bis in die 1920er Jahre gefertigt.
Es sind elf Lokomotiven bekannt, die auf von der Kleinbahnabteilung des Provinzialverbandes Sachsen verwalteten Strecken Verwendung fanden. Dazu kam eine Lokomotive, die ursprünglich für einen Privatbetrieb gefertigt wurde und nach dem Zweiten Weltkrieg von der Deutschen Reichsbahn als 98 6219 bezeichnet wurde. Die Lokomotiven waren bis etwa 1965 im Einsatz. Es ist keine Lokomotive erhalten geblieben.

## Geschichte und Technik
Ausgangspunkt für die Entwicklung der Lokomotiven waren die Tenderlokomotiven Preußische T 1 und Preußische T 2 der Normalbauart. Die neuen Konstruktionen ähnelten den Konstruktionen der Preußischen Staatseisenbahnen. Ihre Achslast lag zwischen den beiden genannten Tenderlokomotiven. Größter Unterschied war der anstatt der preußischen Reglerbüchse verwendete Dampfdom. Die Kleinbahnlokomotiven waren für den Einmannbetrieb eingerichtet und besaßen klappbare Plattformen und Sicherheitsgitter an der Vorder- sowie der Hinterfront. Ursprünglich besaßen die Lokomotiven seitliche Sicherheitsgitter. Diese und  die Übergangseinrichtungen wurden bei allen Lokomotiven bei der Deutschen Reichsbahn später entfernt.
Die Lokomotiven besaßen einen Innenrahmen mit in den Rahmenwangen eingenietetem Wasserkasten. Beidseitig vom Kessel war rechts ein kleinerer äußerer Wasserkasten und links vor dem Führerhaus ein Kohlenkasten für 1 t Kohle. Der Wassereinlassstutzen lag zwischen den beiden Achsen. Der eiserne Kessel besaß eine kupferne Feuerbüchse und bestand aus zwei Schüssen. Die Speichenräder aus Stahlguss waren oberhalb des Umlaufes mit Blattfedern abgefedert. Die Lokomotiven besaßen einen relativ langen und schmalen Schornstein auf der nach Art der T1 ausgeführten Rauchkammer. Gespeist wurde der Kessel durch zwei Strahlpumpen. Weiterhin besaßen sie als Kesselaufbauten den Dampf- sowie den Sanddom, mit dem mechanisch beide Achsen von innen besandet wurden, sowie ein Sicherheitsventil der Bauart Ramsbotton. Das Dampfläutewerk war zwischen Dampf- und Sanddom, die Dampfpfeife auf dem Führerhausdach untergebracht.
Die Lokomotiven waren mit Handbremse ausgerüstet. Indirekte Bremsen von Knorr sind spätere Umbauten. Das Führerhaus war von der gleichen Bauart wie bei der T1 sowie der T2. Ursprünglich besaßen sie Petroleumbeleuchtung, die bei der Deutschen Reichsbahn durch eine elektrische Beleuchtung ersetzt wurde.
Ursprünglich trugen die Lokomotiven Betriebsnummern der Einsatzbahnen, erst 1939 wurde eine durchgehende Nummerierung des Provinzialverbandes durchgeführt.

## Einsatz
Die Einsatzstrecken der Lokomotiven sind aus der Tabelle ersichtlich. Aus ihren ursprünglichen Diensten wurden sie bis auf wenige Ausnahmen bald wegen steigender Zuglasten durch stärkere Lokomotiven und später durch Dieseltriebwagen verdrängt. So führte die 98 6216 noch Anfang der 1960er Jahre Personenzüge auf der Bahnstrecke Rennsteig–Frauenwald. Die Mehrzahl der Lokomotiven wanderten in den Rangierdienst ab oder wurden als Werklokomotiven verwendet.
98 6218 wurde 1950 an einen Energieversorgungsbetrieb in Magdeburg verkauft und dort in eine feuerlose Werklokomotive umgebaut.
| Baujahr | Hersteller-Nr. | geliefert an                                  | 1. Bahn-Nr. | 2. Bahn-Nr.             | später bei                                    | Nr. ab 1939 | DR-Betriebs-Nr. | Ausmusterung  |
| ------- | -------------- | --------------------------------------------- | ----------- | ----------------------- | --------------------------------------------- | ----------- | --------------- | ------------- |
| 1905    | 7245           | Kleinbahn Bebitz-Alsleben                     | 1           | –                       | Kleinbahn Könnern-Rothenburg                  | 190         | 98 6101         | 1965          |
| 1910    | 9858           | Altmärkische Kleinbahn                        | 6           | –                       | Langensalzaer Kleinbahn                       | 196         | 98 6102         | 1960          |
| 1906    | 7244           | Gardelegen-Haldensleben-Weferlinger Eisenbahn | 3           | –                       | Delitzscher Kleinbahn                         | 189         | 98 6208         | 1959          |
| 1907    | 7248           | Stendaler Kleinbahn AG                        | 3           | 2 (Stendaler Kleinbahn) | Kleinbahn Könnern-Rothenburg                  | 191         | 98 6209         | 1956 verkauft |
| 1907    | 7249           | Kleinbahn Ellrich-Zorge                       | 1           | –                       | Gardelegen-Haldensleben-Weferlinger Eisenbahn | 192         | 98 6210         | 1965          |
| 1907    | 7250           | Kleinbahn Ellrich-Zorge                       | 2           | –                       | Stendaler Kleinbahn                           | 193         | 98 6211         | 1965          |
| 1909    | 9217           | Genthiner Kleinbahn                           | 5           | –                       | –                                             | 195         | 98 6214         | 1959 verkauft |
| 1910    | 10018          | Kleinbahn Wolmirstedt–Colbitz                 | 1           | –                       | –                                             | 197         | 98 6215         | 1965          |
| 1910    | 10019          | Kleinbahn Wolmirstedt–Colbitz                 | 2           | –                       | Kleinbahn Rennsteig-Frauenwald                | 198         | 98 6216         | 1962          |
| 1910    | 10329          | Altmärkische Kleinbahn                        | 7           | –                       | Altmärkische Kleinbahn                        | 194         | 98 6217         | 1957 verkauft |
| 1913    | 12386          | Kleinbahn Arneburg                            | 31          | –                       | Stendaler Kleinbahn                           | 199         | 98 6218         | 1950 verkauft |
| 1922    | 19579          | Griesheim-Elektron Bitterfeld                 | –           | –                       | –                                             | –           | 98 6219         | 1951 verkauft |